# Fikret Abdić
Fikret Abdić, ps. Babo (ur. 29 września 1939 w Velikiej Kladušy) – bośniacki polityk i przedsiębiorca, muzułmanin, znany głównie ze swej roli w wojnie w Bośni i swej opozycji do prezydenta Republiki Bośni i Hercegowiny – Aliji Izbetbegovića.
Prezydent autonomicznej Republiki Zachodniej Bośni od 27 września 1993 do 7 sierpnia 1995, współpracował wtedy z armią bośniackich Serbów w walkach z Armią BiH. Po wojnie otrzymał azyl w Chorwacji. Do śmierci Franjo Tuđmana przebywał w tym kraju nie niepokojony. Jednakże w 2002 roku stanął przed sądem oskarżony o śmierć 121 cywilów z rejonu Bihacia. Skazany został początkowo na 20 lat więzienia, po apelacji wyrok zmniejszono do 15 lat.
Po odbyciu kary Abdić wrócił w rodzinne strony, by kontynuować karierę polityczną. W roku 2016 został wybrany na burmistrza Velikiej Kladušy. W tym samym roku wydał swoją autobiografię zatytułowaną Od idola do ratnog zločinca i natrag.